# Syllitus sinuaticosta
Syllitus sinuaticosta là một loài bọ cánh cứng trong họ Cerambycidae.